# ジェイ・カトラー (ボディビルダー)

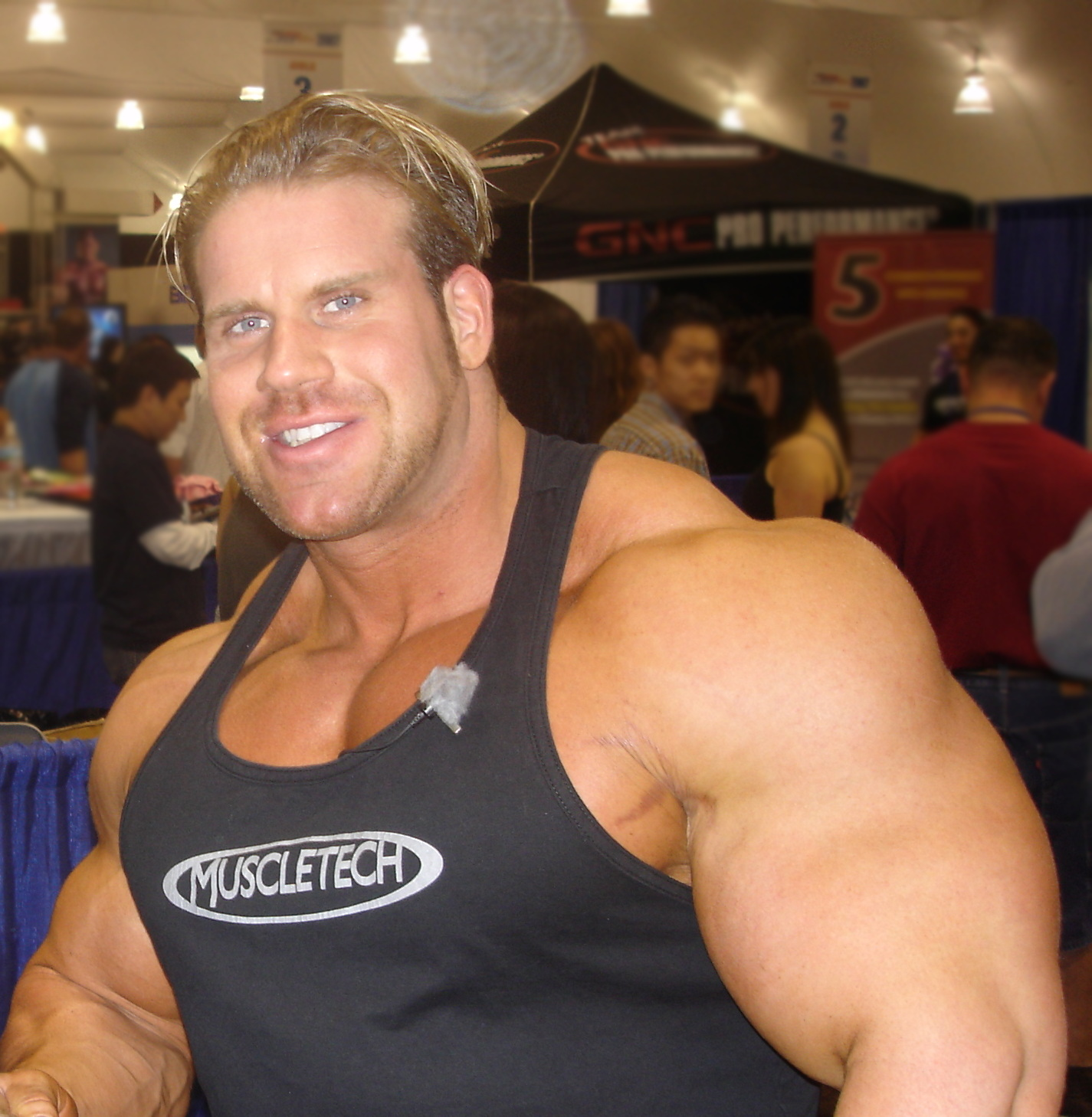
ジェイ・カトラー (ボディビルダー)

ジェイ・カトラー（Jay Cutler, 1973年8月3日 - ）はアメリカ合衆国・マサチューセッツ州出身のIFBBプロボディビルダー。身長5フィート10インチ(178cm)、体重は大会時で260ポンド(118kg)、普段時で290ポンド(132kg)。
「The Ultimate Beef」の異名を持つカトラーは、1996年のNPCナショナルズ・ヘビー級で優勝しプロカードを取得。
1998年のナイト・オブ・チャンピオンズでプロデビューするも、甘い仕上がりで11位に終わる。翌1999年にミスター・オリンピアに初出場し、14位。
2000年のナイト・オブ・チャンピオンズで初タイトルを獲得してからトップビルダーとしての頭角を現わし、2002年から2004年のアーノルド・クラシックで3連勝を挙げる。
2001年、2003年～2005年のミスター・オリンピアではディフェンディング・チャンピオンであったロニー・コールマンに阻まれ、連続して2位に甘んじたが、2006年の同大会で遂にコールマンを破り、悲願の初優勝を果たす。その後、2007年にも優勝、二連覇を果たす。
2008年はデキスター・ジャクソンに敗れ、２位となるも、2009年には絞り込んだ体で再度優勝を果たしている。